# Echinodorus
Echinodorus é um gênero botânico da família alismataceae, muito conhecido por sua beleza estética, sendo cultivada extensivamente para uso em paisagismo de aquários.
São conhecidas diversas espécies, cuja variedade é expendida significativamente pela grande quantidade de variações cultivares (criadas pelo homem). Entre as mais desejadas, no campo da aquariofilia, estão a Echinodorus ozelot, rubin, marble queen, X barthi, entre tantas outras.
As plantas são, via de regra, muito resistentes tanto em sua forma emersa quanto submersa.
Algumas espécies, como a Echinodorus grandiflorus, são utilizadas como fitoterápicos.
São plantas encontradas no hemisfério ocidental.

## Sinonímia
Helianthium (Engelmann ex Hooker f.) J. G. Smith

## Espécies
| - Echinodorus amazonicus Rataj; - Echinodorus andrieuxii; - Echinodorus angustifolius ; - Echinodorus argentinensis; - Echinodorus aschersonianus; - Echinodorus berteroi; - Echinodorus bleheri; - Echinodorus bracteatus; - Echinodorus bolivianus; - Echinodorus cordifolius; - Echinodorus glaucus; - Echinodorus grandiflorus; - Echinodorus grisebachii; - Echinodorus horizontalis; - Echinodorus isthmicus; - Echinodorus tunicatus; | - Echinodorus latifolia; - Echinodorus longiscapus; - Echinodorus macrophyllus; - Echinodorus martii - Echinodorus nymphaeifolius; - Echinodorus opacus; - Echinodorus osiris; - Echinodorus ovalis; - Echinodorus paniculata; - Echinodorus parviflorus; - Echinodorus scaber; - Echinodorus subalatus; - Echinodorus tenellus; - Echinodorus trialatus; - Echinodorus uruguayensis; - Echinodorus virgatus; |